# Lampe germicide
 (mai 2014).
Si vous disposez d'ouvrages ou d'articles de référence ou si vous connaissez des sites web de qualité traitant du thème abordé ici, merci de compléter l'article en donnant les références utiles à sa vérifiabilité et en les liant à la section « Notes et références ».

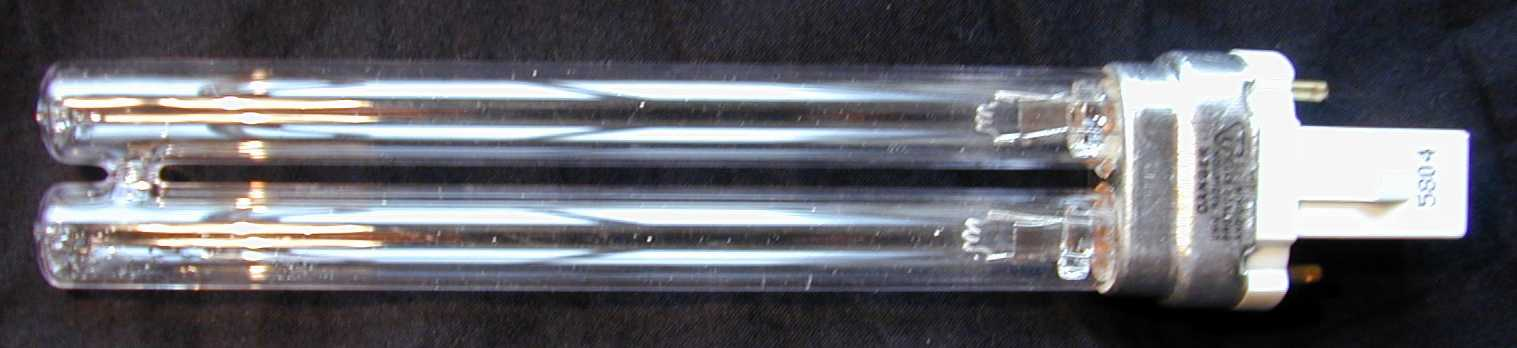
Une lampe germicide de 9 W.

Une lampe germicide est une lampe d'un type spécial, très semblable à une lampe fluorescente, qui émet des ultraviolets avec une longueur d’onde de 253,7 nm. Cette lumière ultraviolette ionise l’oxygène pour produire de l’ozone qui peut tuer beaucoup de germes pathogènes, d’où son nom.
On en trouve communément deux types :
- les lampes à basse pression ;
- les lampes à moyenne pression.

## Lampes à basse pression
Les lampes à basse pression sont très semblables à des lampes fluorescentes avec une longueur d'onde de 253,7 nm.
La forme la plus répandue de lampe germicide est semblable à une lampe fluorescente ordinaire mais son tube ne contient pas de réactif phosphorescent. De plus, au lieu d'être constitué de verre de borosilicate ordinaire, le tube est fait de verre de quartz. Ces modifications combinées permettent au rayonnement ultraviolet généré par l'arc de mercure de passer sans être modifié hors de la lampe (alors que dans une lampe fluorescente commune, le rayonnement agit sur le réactif phosphorescent pour produire de la lumière visible). Les lampes germicides émettent tout de même un peu de lumière visible à cause des autres bandes de fréquence émises par le mercure.
Auparavant, les lampes germicides ressemblaient à des lampes à incandescence classiques mais avec une enveloppe contenant quelques gouttelettes de mercure. Dans ce cas, le filament incandescent chauffait le mercure, produisant de la vapeur qui ensuite favorisait la formation d'un arc court-circuitant le filament.

## Lampes à moyenne pression

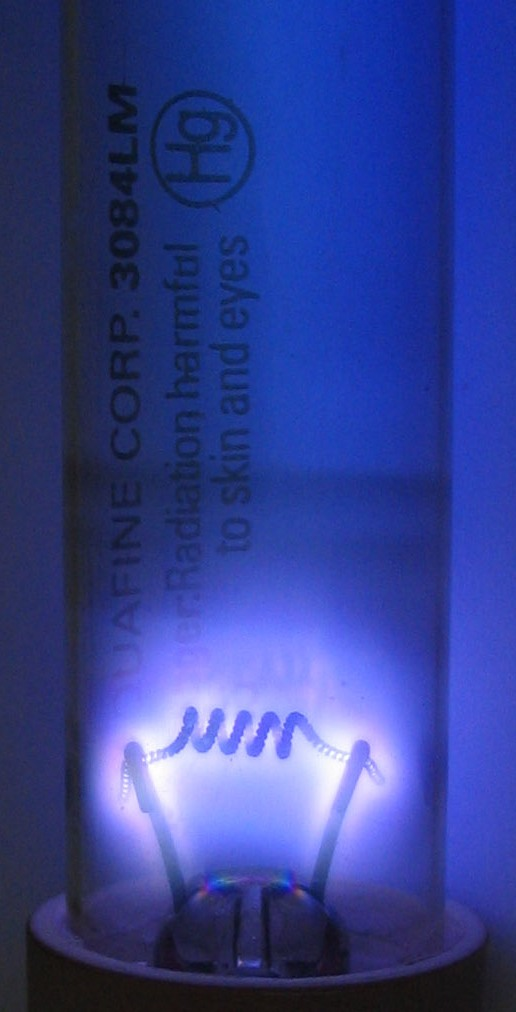
Lampe geminicide (vapeur de mercure)

Les lampes à moyenne pression sont plus semblables à des lampes à décharge à haute densité qu'à des lampes fluorescentes.
Ces lampes émettent une large bande d'ultraviolets plutôt qu'une simple raie. Elles sont très utilisées dans le traitement industriel de l'eau car elles sont des sources de radiations très intenses. Elles ne sont pas aussi efficaces que des lampes à basse pression mais celles-ci sont très difficiles à fabriquer pour des fortes puissances (supérieures à 1 kW). Les lampes à moyenne pression produisent une lumière blanche bleutée intense.

## Équipement nécessaire
Comme pour toutes les lampes à décharge, toutes les lampes germicides possèdent une résistance négative et nécessitant l'utilisation d'un ballast externe pour réguler le courant qui les traverse. Les anciennes lampes qui ressemblaient à des lampes incandescentes étaient souvent mises en série avec des lampes incandescentes ordinaires de 40 W, la lampe à incandescence agissait alors comme ballast pour la lampe germicide.

## Applications

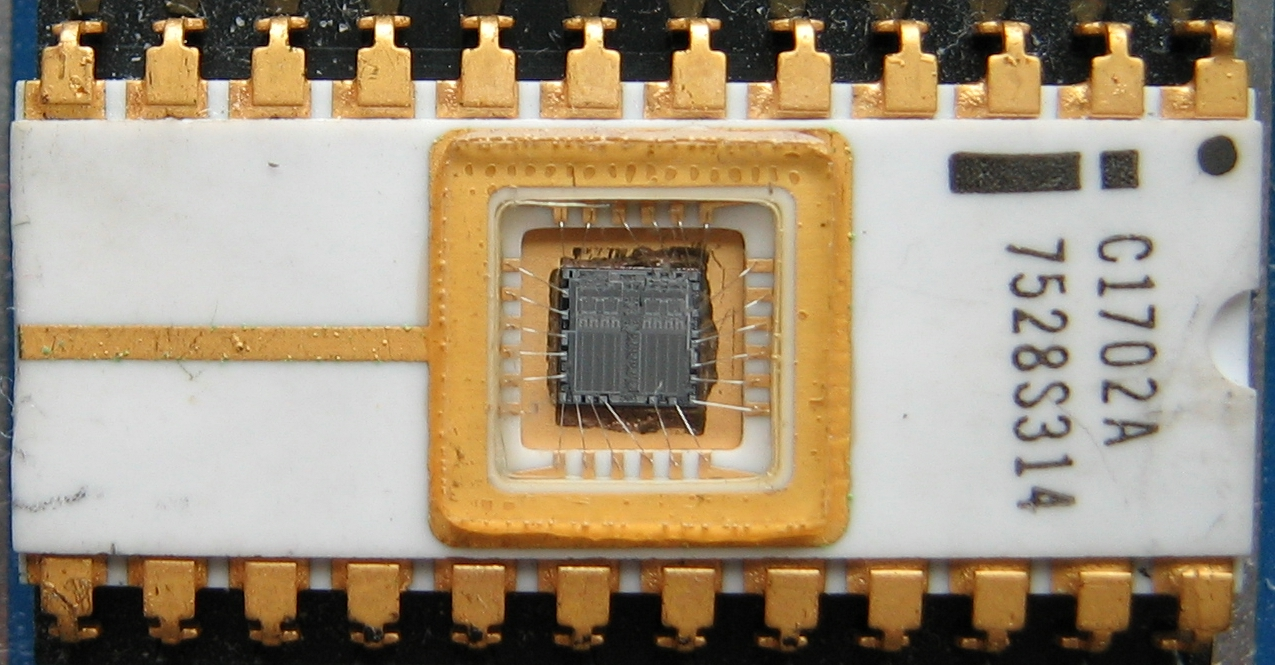
Une EPROM. La petite fenêtre de quartz permet de laisser passer les UV pendant la procédure d’effacement

Les lampes germicides sont utilisées pour stériliser des zones de travail et les outils utilisés dans les laboratoires de biologie ainsi que les équipements médicaux.
Les lampes germicides sont également employées partout où l’ozone est désiré comme pour l’assainissement de l’eau d’un aquarium. Elles sont aussi utilisées par les géologues pour provoquer la fluorescence d’un échantillon minéral et ainsi aider à son identification. Pour cette application, la lumière produite par la lampe est généralement filtrée afin d’enlever la lumière visible et ne garder que les UV.
La lumière produite par une lampe germicide peut aussi être utilisée pour effacer les EPROMs.

## Précautions d’emploi

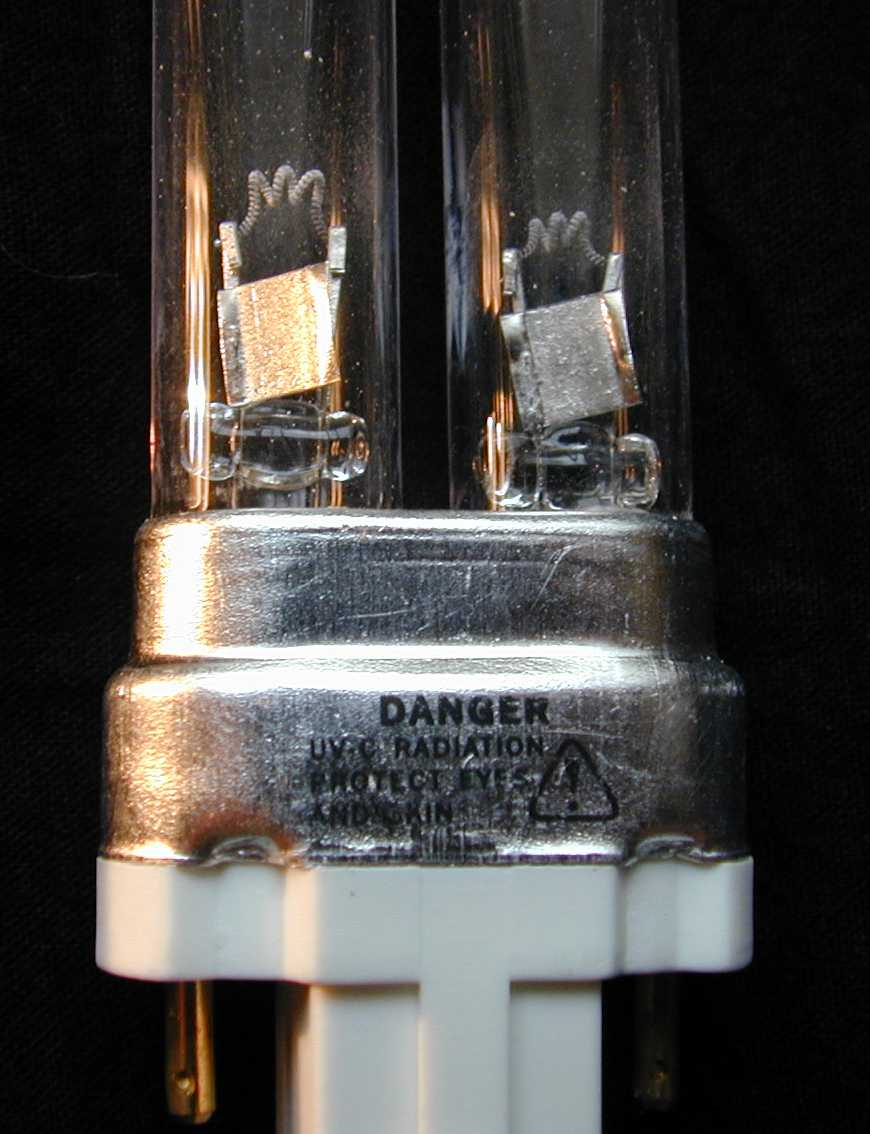
Vue rapprochée des électrodes et du message d’avertissement

La lumière UV est nocive pour les humains. En plus de causer des coups de soleil et (en cas d’excès) le cancer de la peau, cette lumière peut produire une inflammation extrêmement douloureuse de la cornée. Cette inflammation peut quant à elle amener des troubles de la vision provisoires ou permanents. Pour cette raison, la lumière produite par une lampe germicide doit être soigneusement protégée des regards directs ou indirects.